# Рольф Фельтшер
Рольф Фельтшер (ісп. Rolf Feltscher; нар. 6 жовтня 1990, Бюлах) — швейцарський та венесуельський футболіст, захисник клубу «Дуйсбург».
Виступав, зокрема, за клуб «Парма», а також національну збірну Венесуели.

## Клубна кар'єра
Народився 6 жовтня 1990 року в швейцарському місті Бюлах у сім'ї швейцарця та венесуелки. Вихованець футбольної школи клубу «Грассгоппер». Професійну футбольну кар'єру розпочав 2007 року виступами за другу команду «Грассгоппера», в якій провів два сезони, взявши участь у 14 матчах чемпіонату.
Протягом 2007—2010 років захищав кольори основної команди клубу «Грассгоппер».
Своєю грою за останню команду привернув увагу представників тренерського штабу клубу «Парма», до складу якого приєднався 2010 року. Відіграв за пармську команду наступні два сезони своєї ігрової кар'єри.
Згодом два сезони провів в оренді граючи за клуби «Падова» та «Гроссето».
Сезон 2013/14 провів у складі клубу «Лозанна».
До складу клубу «Дуйсбург» приєднався 2014 року. Відтоді встиг відіграти за дуйсбурзький клуб 53 матчі в національному чемпіонаті.

## Виступи за збірні
2005 року дебютував у складі юнацької збірної Швейцарії, взяв участь у 28 іграх на юнацькому рівні.
Протягом 2008—2011 років залучався до складу молодіжної збірної Швейцарії. На молодіжному рівні зіграв у 14 офіційних матчах.
2011 року дебютував в офіційних матчах у складі національної збірної Венесуели. Наразі провів у формі головної команди країни 11 матчів.
У складі збірної був учасником Кубка Америки 2016 року в США.
| Дата       | Місто          | Господарі | Результат | Гості     | Турнір            | Голи | Примітки |
| ---------- | -------------- | --------- | --------- | --------- | ----------------- | ---- | -------- |
| 16-11-2011 | Сан-Кристобаль | Венесуела | 1 – 0     | Болівія   | Відбір до ЧС 2014 | -    | 77'      |
| 29-02-2012 | Малага         | Іспанія   | 5 – 0     | Венесуела | товариський матч  | -    | 72'      |
| 15-08-2012 | Хоккайдо       | Японія    | 1 – 1     | Венесуела | товариський матч  | -    |          |
| 08-09-2012 | Ліма           | Перу      | 2 – 1     | Венесуела | Відбір до ЧС 2014 | -    | 77'      |
| 26-03-2013 | Пуерто-Ордас   | Венесуела | 1 – 0     | Колумбія  | Відбір до ЧС 2014 | -    | 82'      |
| 07-06-2013 | Ла-Пас         | Болівія   | 1 – 0     | Венесуела | Відбір до ЧС 2014 | -    | 81'      |
| Усього     |                | Матчів    | 6         |           | Голів             | 0    |          |